# Elżbieta Kumanka (królewna węgierska)
Elżbieta Kumanka (ur. zapewne 1255; zm. 1323–1326) – królewna węgierska.
Elżbieta była córką króla Węgier Stefana V i jego żony Elżbiety Kumanki. W latach 1259–1260 wstąpiła do klasztoru dominikanek na Wyspie Małgorzaty. Za panowania swojego brata Władysława IV Kumańczyka została przełożoną klasztoru. W czasie odwiedzin siostry Katarzyny żony księcia serbskiego Stefana Dragutina nawiązała romans z bratem panującego Stefanem Uroszem, który był żonaty. Mimo to kochankowie wzięli ślub. Z ich związku narodził się syn. Po pewnym czasie pod naciskiem Kościoła Elżbieta powróciła na Wyspę Małgorzaty. Od września 1286 do sierpnia 1287 sprawowała opiekę nad swoją wygnaną bratową Izabelą.
Po śmierci Kunegundy Halickiej Elżbietę postanowił poślubić Zawisza z Falkenštejnu. Pojechał na Węgry z bogatymi darami, ale po drodze napadł go jego zięć Hynek Krušina I z Lichtenburka. W tej sytuacji Elżbieta otrzymała dary zaręczynowe dopiero wiosną 1288. Arcybiskup Ladomier zażądał by Elżbieta uzyskała dyspensę papieską. Ona jednak nie chciała czekać. Brat Władysław Kumańczyk siłą uwolnił ją z klasztoru.
Ślub nastąpił 4 maja 1288. Małżonkowie zamieszkali na zamku Svojanov, gdzie w grudniu 1288 urodził się im syn nieznanego imienia. Zawisza pojechał na dwór króla Wacława II by zaprosić go na chrzciny. Tam został aresztowany i po kilku miesiącach stracony.
Po uwięzieniu męża Elżbieta opuściła Czechy i udała się wraz z synem na dwór swojej siostry Marii do Neapolu, gdzie była wzmiankowana w lipcu 1300.